# Юйлунсюэшань
Юйлунсюэша́нь (кит. трад. 玉龍雪山, упр. 玉龙雪山, пиньинь Yùlóngxuě shān, палл. снежная гора Нефритового дракона) — горный массив, расположенный на территории Юйлун-Насийского автономного уезда городского округа Лицзян провинции Юньнань на юго-западе Китая. Высота — до 5596 м. Западный склон массива формирует стену ущелья Прыгающего тигра.
Впервые массив был покорён 8 мая 1987 года американской экспедицией. За высокую лавиноопасность маршрут получил максимальную оценку по технической сложности.

## Галерея
- Юйлунсюэшань (слева) возвышается над ущельм Прыгающего Тигра
- Юйлунсюэшань
- Река Байшуйхэ